# 10月10日
10月10日（じゅうがつとおか）は、グレゴリオ暦で年始から283日目（閏年では284日目）にあたり、年末まであと82日ある。

## できごと
- 680年 - カルバラーの戦い。

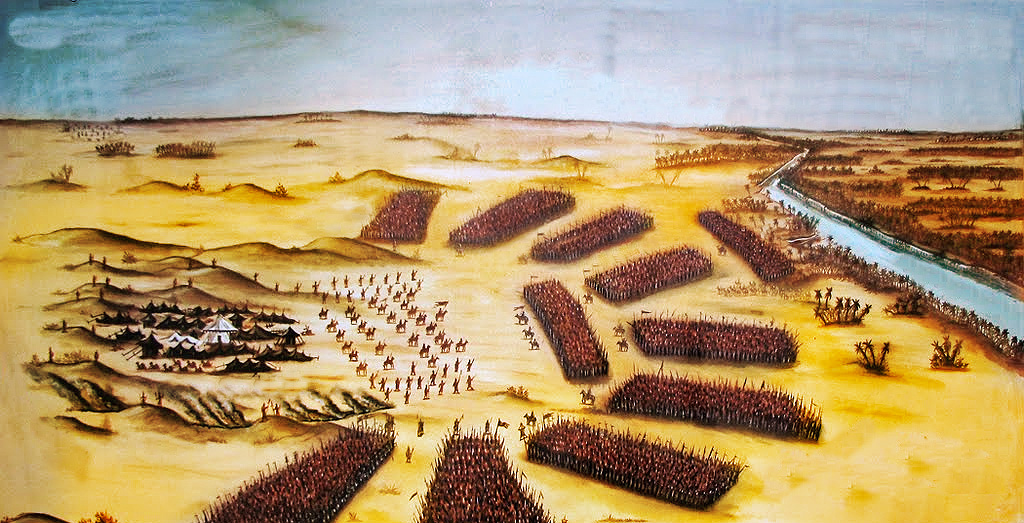
カルバラーの戦いにおけるヤズィード軍団とフセイン軍団の位置。

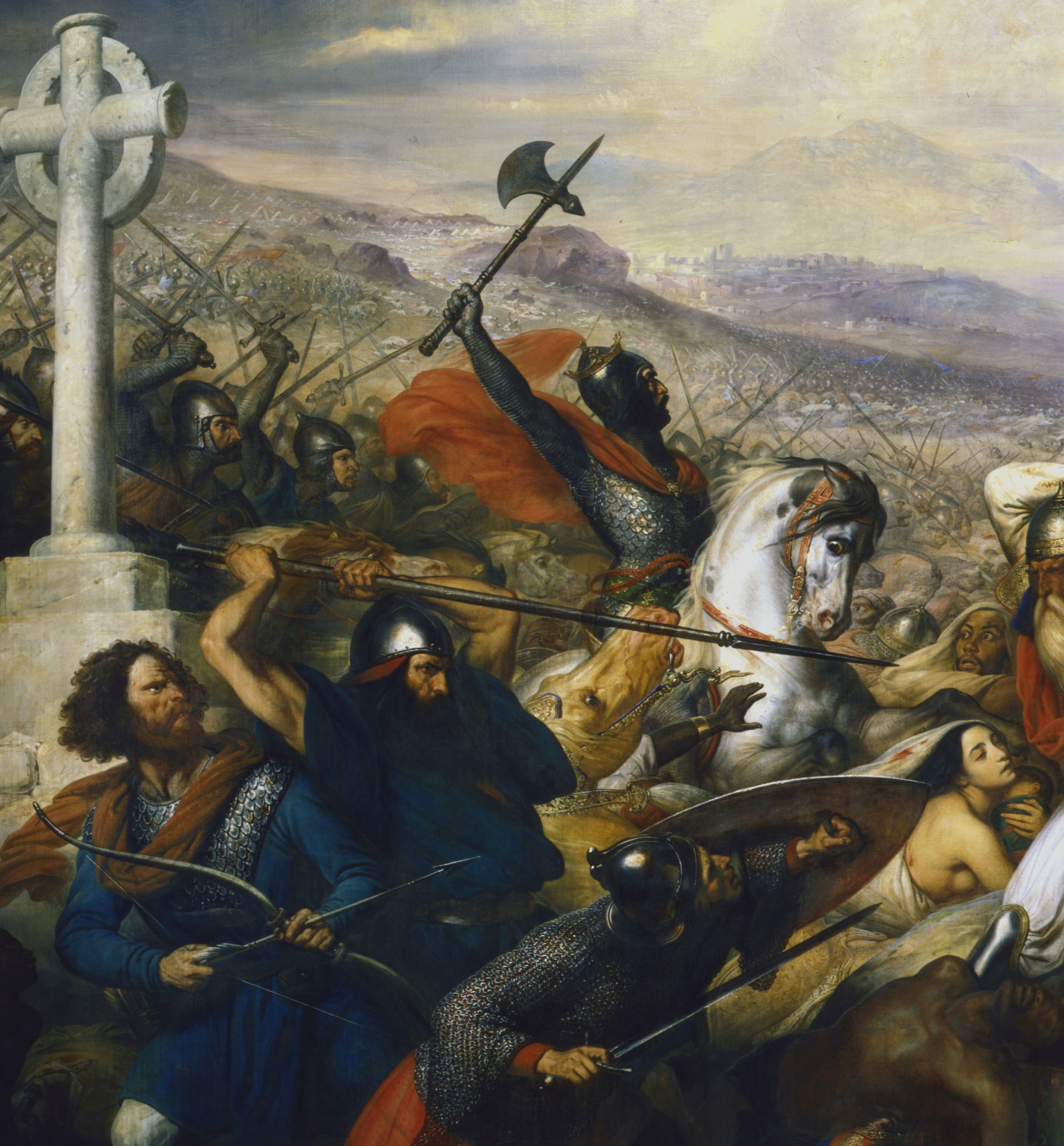
トゥール・ポワティエ間の戦い。カール・マルテルがウマイヤ朝軍を退ける(732)

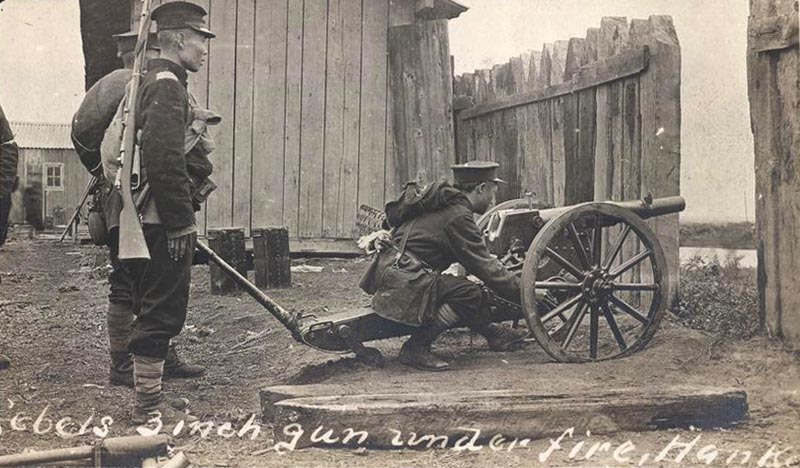
辛亥革命の発端となった武昌起義(1911)。総督府を砲撃する新軍砲兵

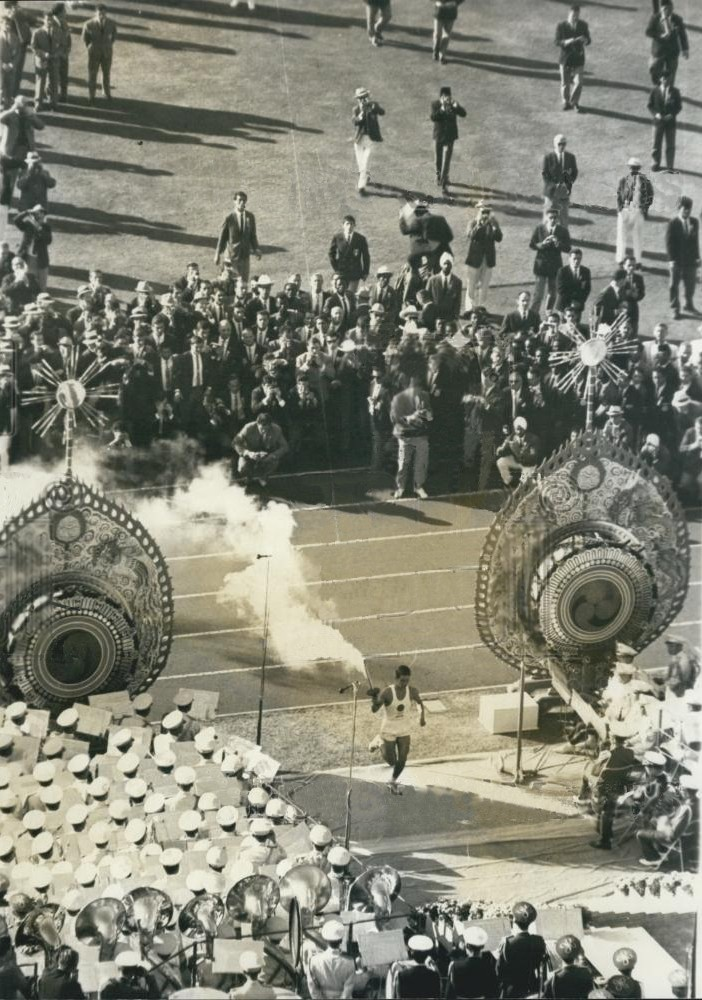
第18回夏季オリンピックが東京で開催(1964)

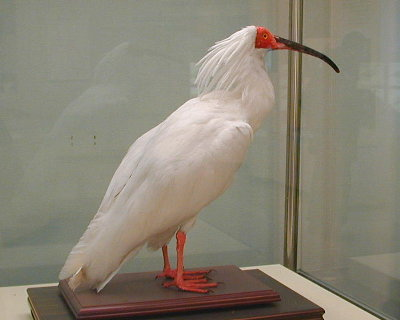
最後の日本トキ、キン死す(2003)

- 732年 - トゥール・ポワティエ間の戦い。
- 1780年 - 1780年のグレートハリケーンがバルバドス周辺海域を通過。カリブ海の諸島で死者約2万人を出す、歴史上最悪の被害を出したハリケーンとなる。
- 1882年 - 日本銀行が開業。
- 1911年 - 武漢三鎮で革命軍が蜂起（武昌起義）。辛亥革命が勃発。
- 1911年 - 香港初の鉄道東鉄線が開業。
- 1913年 - 袁世凱が初代中華民国大総統に就任。
- 1916年 - 第一次世界大戦：第八次イゾンツォの戦い。
- 1916年 - 立憲同志会・公友倶楽部・中正会が合同し憲政会を結成。
- 1919年 - 中華革命党が中国国民党に改組し、孫文が総理に就任。
- 1922年 - 銚子電気鉄道が銚子市に銚子鉄道株式会社として開業。
- 1925年 - 北京で故宮博物院開設。
- 1933年 - ユナイテッド航空機チェスタートン爆破事件が発生。
- 1941年 - 国鉄深名線が全通。
- 1943年 - アピ事件。
- 1944年 - 第二次世界大戦：米軍が沖縄本島を初空襲、那覇市の9割を焼失し死者548人。（十・十空襲）
- 1945年 - 朝鮮労働党が結成される。
- 1945年 - 中国国民党と中国共産党が双十協定を締結。
- 1945年 - 連合国軍最高司令官総司令部の命令に基づき、この日までに戦前・戦中の全ての政治犯が釈放[1]。徳田球一ら439人が釈放。
- 1945年 - 日本政府が日本共産党を合法化。
- 1945年 - 疎開学童の帰京が始まる。
- 1951年 - アメリカで相互安全保障法（MSA）が成立。
- 1952年 - 昭和天皇の第四皇女・順宮厚子内親王と池田隆政が結婚。
- 1954年 - 光文社が新書判の『カッパ・ブックス』の刊行を開始。
- 1955年 - 1950年7月2日に焼失した鹿苑寺（金閣寺）が再建され落慶法要。
- 1956年 - 香港で双十暴動が勃発。
- 1957年 - ウィンズケール原子炉火災事故おこる。
- 1962年 - ボクシングのファイティング原田がタイのポーン・キングピッチを11回KOで破り、世界フライ級チャンピオンに。日本人では2人目で、世界フライ級では史上最年少。
- 1963年 - 部分的核実験停止条約が発効。
- 1964年 - 第18回夏季オリンピック・東京大会が開幕（10月24日まで）。
- 1966年 - 「体育の日」施行。
- 1967年 - 宇宙条約が発効。
- 1967年 - 新東京国際空港（現・成田国際空港）建設のための外郭測量用の杭打ち警護に機動隊が出動（成田空港問題）
- 1969年 - 巨人の金田正一が日本プロ野球史上初の400勝を達成。
- 1970年 - フィジーがイギリスから独立。
- 1970年 - ケベック州労働相ピエール・ラポルト（英語版）がケベック解放戦線のメンバーに誘拐される。同月17日遺体で発見。
- 1971年 - NHKが総合テレビの全放送時間をカラー化。
- 1972年 - 鉄道開業100周年を記念して京都市に梅小路蒸気機関車館が開館。
- 1973年 - スピロ・アグニューが州知事時代の収賄容疑により、ジョン・カルフーン以来史上二人目の米副大統領辞任。
- 1974年 - 蔵前国技館でアントニオ猪木がバックドロップで大木金太郎を破り、NWF世界ヘビー級王座防衛。
- 1975年 - パプアニューギニアが国際連合に加盟。
- 1976年 - 具志堅用高がファン・ホセ・グスマンを破り、世界ジュニアフライ級王座を獲得。
- 1981年 - 『オレたちひょうきん族』レギュラー放送開始。
- 1986年 - エルサルバドルでM 5.6の地震。規模が小さいにも拘らず約1200名の死者を出した。
- 1990年 - 近鉄の野茂英雄がシーズン2桁奪三振試合21回の日本記録を達成。
- 1997年 - 新国立劇場が開場。
- 2003年 - 日本産の最後のトキ・キンが死に、日本産のトキが絶滅。
- 2004年 - リトアニアで議会選挙が実施。左派諸党派が勝利。
- 2006年 - 仙台・金沢・堺など17地域で、ご当地ナンバーを導入。
- 2008年 - 大和生命保険が更生特例法申請を東京地裁に提出し、破産の手続きを開始。
- 2017年 - カタルーニャ独立宣言：カルラス・プッチダモン州首相が独立宣言に署名し、直後に凍結を宣言[2]。
- 2024年 - ファーストリテイリングが最新決算発表にて売上高が初の3兆円突破を報告。
- 2024年 - ラオスでASEAN首脳会議が開かれる。この会議では日中韓印の首脳も呼ばれたため、石破茂総理にとっては外交デビューのものとなる。

### 日本の自治体改編
- 1932年 - 東京市が隣接する5郡82町村を編入。現在の東京23区とほぼ同じ市域になる。
- 1948年 - 栃木県鹿沼市が市制施行。
- 1954年 - 山梨県韮崎市、福岡県行橋市が市制施行。
- 2005年 - 新潟県巻町が新潟市に編入される。

## 誕生日

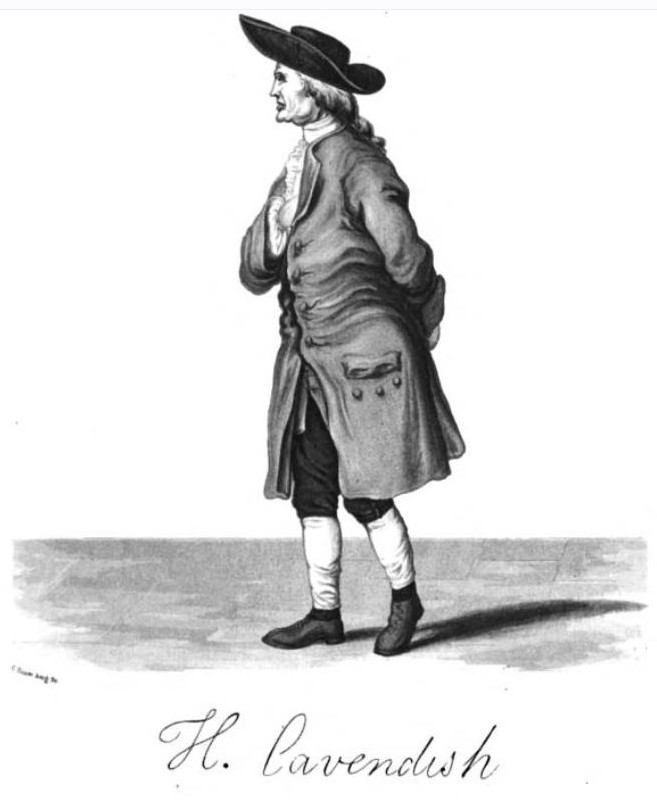
イギリスの化学者ヘンリー・キャヴェンディッシュ(1731-1810)誕生。水素を発見し、水を化合物と示した。

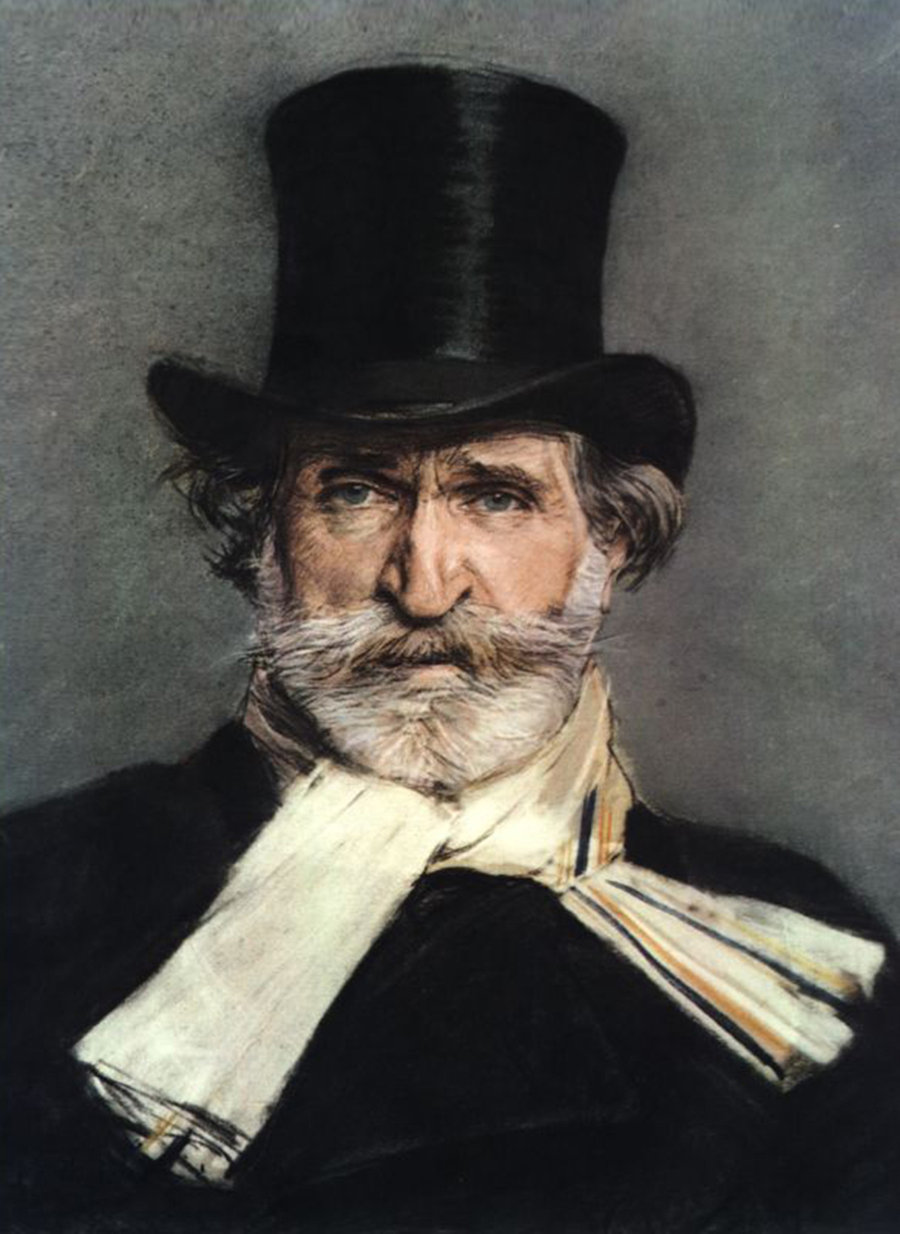
作曲家ジュゼッペ・ヴェルディ(1813-1901)誕生。

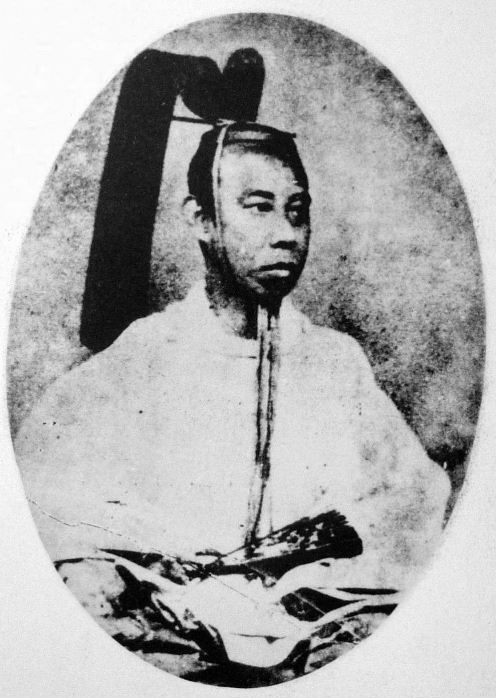
福井藩主松平春嶽(1828-1890)誕生。幕末期の幕政に参与

第94代内閣総理大臣菅直人(1946-)誕生。

- 1684年 - アントワーヌ・ヴァトー、画家（+ 1721年）
- 1726年（享保11年9月15日） - 松平親盈、杵築藩主（+ 1801年）
- 1731年 - ヘンリー・キャヴェンディッシュ、化学者（+ 1810年）
- 1731年（享保16年9月10日） - 松平信有、吉井藩主（+ 1793年）
- 1738年 - ベンジャミン・ウエスト、画家（+ 1820年）
- 1769年（宝暦9年8月20日） - 大村純鎮、大村藩主（+ 1814年）
- 1777年（安永6年9月10日） - 酒井忠道、姫路藩主（+ 1837年）
- 1813年 - ジュゼッペ・ヴェルディ、作曲家（+ 1901年）
- 1791年（寛政3年9月13日） - 松平定永、白河藩主、桑名藩主（+ 1838年）
- 1828年（文政11年9月2日） - 松平春嶽、福井藩主（+ 1890年）
- 1830年 - イサベル2世、スペイン女王（+ 1904年）
- 1845年（弘化2年9月10日） - 内藤正誠、岩村田藩主（+ 1880年）
- 1858年（安政5年9月4日） - 佐竹義理、岩崎藩主（+ 1914年）
- 1861年 - フリチョフ・ナンセン、探検家、国際連盟初代難民高等弁務官（+ 1930年）
- 1873年 - アドルフ・フリードリヒ・ツー・メクレンブルク、探検家、植民地政治家（+ 1969年）
- 1878年 - オットー・ヘス、元プロ野球選手（+ 1926年）
- 1881年 - 福島喜三次、実業家、元三井合名会社理事（+ 1946年）
- 1888年 - ヴィクトール・パリモフ、画家（+ 1929年）
- 1889年 - ハン・ファン・メーヘレン、画家、画商（+ 1947年）
- 1892年 - 荻江露友 (5代目) - 荻江節家元（+ 1993年）
- 1895年 - 林語堂、文学者、言語学者、評論家（+ 1976年）
- 1898年 - 堀米日淳、日蓮正宗僧侶、大石寺第65世法主（+ 1959年）
- 1899年 - 千島喜久男、生物学者（+ 1978年）
- 1900年 - ヘレン・ヘイズ、女優（+ 1993年）
- 1901年 - 羅門光三郎、俳優（+ 1976年）
- 1901年 - アルベルト・ジャコメッティ、彫刻家（+ 1966年）
- 1905年 - 田中千禾夫、劇作家（+ 1995年）
- 1906年 - エマーソン・スペンサー、陸上競技選手（+ 1985年）
- 1907年 - 愛知揆一、官僚、政治家、第77代大蔵大臣、第92-93代外務大臣（+ 1973年）
- 1909年 - 金田利雄、政治家、銀行家（+ 1998年）
- 1911年 - 本名武、政治家（+ 1994年）
- 1915年 - 伏見信子、女優（+ 没年不詳）
- 1915年 - ジャン・ゴットマン、地理学者（+ 1994年）
- 1917年 - セロニアス・モンク、ジャズピアニスト（+ 1982年）
- 1921年 - 手塚明治、プロ野球選手（+ 2018年）
- 1922年 - 渡辺武三、政治家（+ 1982年）
- 1922年 - 安居玉一、プロ野球選手（+ 2002年）
- 1923年 - 杉浦竜太郎、プロ野球選手（+ 1994年）
- 1923年 - 谷口恵美子、宗教家、元生長の家白鳩会総裁（+ 2023年）
- 1924年 - エド・ウッド、映画監督（+ 1978年）
- 1925年 - 根津弘司、元プロ野球選手
- 1925年 - 菅原信海、仏教学者、早稲田大学名誉教授、天台宗僧侶（+ 2018年）
- 1927年 - 琴ヶ濱貞雄、元大相撲力士、大関（+ 1981年）
- 1928年 - 羽仁進、映画監督
- 1930年 - ハロルド・ピンター、劇作家（+ 2008年）
- 1930年 - 野坂昭如、小説家（+ 2015年）
- 1930年 - 高千穂ひづる、元女優（+ 2016年）
- 1931年 - 泉田昭、牧師、日本福音同盟初代理事長（+ 2021年）
- 1934年 - 岩橋邦枝、作家（+ 2014年）
- 1935年 - 三田村元、俳優
- 1935年 - 倉橋由美子、小説家（+ 2005年）
- 1937年 - 佐々木勲、元プロ野球選手
- 1937年 - ブサイナ・ビント・タイムール、王族
- 1938年 - 森山大道、写真家
- 1938年 - リロイ・フッド、医学者、生物学者
- 1939年 - 田中勉、元プロ野球選手
- 1940年 - 石井郁子、政治家、教育学者
- 1940年 - 早田卓次、元体操選手
- 1943年 - 冨士井金雪、ボクシング指導者、野球指導者（+ 1990年）
- 1943年 - 高橋正弘、サッカー指導者（+ 1996年）
- 1944年 - 渚まゆみ、女優
- 1946年 - 菅直人、政治家、第94代内閣総理大臣
- 1946年 - 荒戸源次郎、映画プロデューサー（+ 2016年）
- 1946年 - チャールズ・ダンス、俳優
- 1946年 - 荒木泰臣、政治家（+ 2023年）
- 1948年 - シリル・ネヴィル、ミュージシャン
- 1949年 - 林家染丸、落語家
- 1949年 - 熊田力三、元アナウンサー
- 1949年 - ロイヤル小林、元プロボクサー
- 1953年 - 竹信三恵子、ジャーナリスト、和光大学名誉教授
- 1953年 - ミッジ・ユーロ、ミュージシャン
- 1954年 - 宗次郎、ミュージシャン
- 1954年 - 中村和雄、弁護士
- 1954年 - デイヴィッド・リー・ロス、ミュージシャン（ヴァン・ヘイレン）
- 1955年 - むつ利之、漫画家
- 1955年 - アミノテツロー、アニメーション演出家
- 1955年 - 植松精一、元プロ野球選手
- 1957年 - 高橋留美子、漫画家
- 1958年 - 千田善、国際ジャーナリスト、通訳、政治学者
- 1959年 - アイヴァー・ノイマン、政治学者
- 1959年 - 畠中恵、	小説家
- 1960年 - エリック・マーティン、ミュージシャン
- 1960年 - 萩奈穂美、女優
- 1960年 - 福島絵美、アナウンサー
- 1961年 - ジョディ・ベンソン、女優、声優
- 1961年 - バイ・リン、女優
- 1961年 - 佛田洋、特撮監督
- 1961年 - 山本拓夫、スタジオミュージシャン
- 1961年 - ドリーン・ボイド、モデル
- 1962年 - 風見しんご、タレント
- 1962年 - 香取新一、俳優
- 1962年 - 宮崎哲弥、評論家
- 1962年 - 藤川孝幸、サッカー選手、指導者（+ 2018年）
- 1963年 - アニタ・ムイ、歌手（+ 2003年）
- 1964年 - 住吉義則、元プロ野球選手
- 1964年 - 乾雅人、演出家
- 1965年 - Toshl、ミュージシャン（X JAPAN）
- 1965年 - 比企理恵、女優
- 1966年 - サイード・ビン・スルール、調教師
- 1966年 - キャロライン・ベルトッツィ、化学生物学者
- 1967年 - 岡幸二郎、ミュージカル俳優
- 1967年 - 波多野鷹、小説家
- 1967年 - 北野勝則、元プロ野球選手
- 1968年 - 広田一、政治家
- 1969年 - おたっきぃ佐々木、ラジオディレクター
- 1969年 - ブレット・ファーヴ、元アメリカンフットボール選手
- 1970年 - 森内俊之、将棋棋士
- 1970年 - aki、歌手（+ 2023年）
- 1970年 - 村上睦子、元バスケットボール選手
- 1971年 - エフゲニー・キーシン、ピアニスト
- 1972年 - 晴山さおり、歌手
- 1972年 - 河北通、騎手
- 1972年 - 安部まみこ、元アナウンサー、記者
- 1972年 - 楠見朋彦、作家
- 1972年 - 高村和宏、アニメーション演出家
- 1972年 - マイク・ホルツ、元プロ野球選手
- 1972年 - モリノリ久、声優
- 1973年 - 小沢一敬、お笑いタレント（スピードワゴン）
- 1973年 - TAICHI MASTER、DJ・音楽プロデューサー
- 1973年 - 高森奈緒、声優
- 1974年 - 豊田真由子、コメンテーター、元官僚、元政治家
- 1974年 - ルーシー・パウエル、政治家
- 1975年 - 宮下真洋、元サッカー選手
- 1975年 - イーサーン、ミュージシャン
- 1975年 - プラシド・ポランコ、元プロ野球選手
- 1976年 - パット・バレル、元プロ野球選手
- 1977年 - 中野真矢、オートバイレーサー
- 1977年 - アルベルト・チゾーラ、バレーボール選手
- 1977年 - 徳住有香、フリーアナウンサー
- 1978年 - シャドウ・リュウ、女優
- 1979年 - 佐藤仁美、女優
- 1979年 - 川久保賜紀、ヴァイオリニスト
- 1979年 - ノルベルト・ゴンサレス、野球選手
- 1979年 - カンタ、歌手（H.O.T.）
- 1980年 - 久保田賢治、お笑いタレント（5GAP）
- 1980年 - 小谷野栄一、元プロ野球選手
- 1980年 - 金野結子、元サッカー選手
- 1980年 - 相沢しの、元グラビアアイドル
- 1981年 - 那須大亮、元サッカー選手
- 1982年 - 中野大輔、元体操選手
- 1982年 - タチアナ・フィロワ、陸上選手
- 1982年 - 竹内梢、アナウンサー
- 1982年 - ダン・スティーヴンス、俳優
- 1982年 - 馬暁東、フィギュアスケート選手
- 1983年 - 井手正太郎、元プロ野球選手
- 1983年 - 蜜樹みこ、漫画家
- 1984年 - 栗山千明、女優、歌手
- 1984年 - 細貝圭、俳優
- 1984年 - 前原あい、グラビアアイドル
- 1984年 - 近藤しづか、ファッションモデル
- 1984年 - トロイ・トゥロウィツキー、元プロ野球選手
- 1985年 - ヨエニス・セスペデス、プロ野球選手
- 1985年 - エカテリーナ・ルブレワ、元フィギュアスケート選手
- 1986年 - 西秋愛菜、女優
- 1986年 - 秋山優、元タレント
- 1986年 - アンドリュー・マカッチェン、プロ野球選手
- 1987年 - ☆ぴょんぴょん☆、アイドル、お笑いタレント
- 1987年 - 森嵜美穂、声優
- 1987年 - 若竹竜士、元プロ野球選手
- 1988年 - 福田麻貴、お笑いタレント（3時のヒロイン）、元アイドル（元つぼみ）
- 1988年 - 田村奈央、声優
- 1988年 - 大石達也、元プロ野球選手
- 1988年 - フェルナンド・マルティネス、元プロ野球選手
- 1989年 - 宮里美香、ゴルファー
- 1990年 - 野村麻純、女優
- 1991年 - マイケル・カーター＝ウィリアムス、バスケットボール選手
- 1991年 - ジェルダン・シャチリ、サッカー選手
- 1991年 - ガブリエラ・チルミ、歌手
- 1992年 - 藤本タツキ、漫画家
- 1992年 - 山下リオ、ファッションモデル
- 1993年 - 木下雄介、プロ野球選手（+ 2021年）
- 1993年 - 山本泰寛、プロ野球選手
- 1994年 - 丹羽孝希、卓球選手
- 1994年 - 西川ゆい、元AV女優
- 1994年 - ペ・スジ、女優
- 1995年 - 佐伯亮、俳優
- 1995年 - 大塚紗英、声優
- 1995年 - 宮川哲、プロ野球選手
- 1995年 - 椎野新、元プロ野球選手
- 1996年 - 松川星、女優
- 1996年 - 岸田行倫、プロ野球選手
- 1996年 - 伊藤克、元プロ野球選手
- 1996年 - ルーク・ワカマツ、プロ野球選手
- 1997年 - 木村柾哉、アイドル（INI）、元ダンサー
- 1997年 - 津留﨑大成、プロ野球選手
- 1997年 - 劉昊然、俳優
- 1998年 - 小木田敦也、プロ野球選手
- 1998年 - 香椎かてぃ、ミュージシャン、タレント、モデル
- 1998年 - 山﨑伊織、プロ野球選手
- 2000年 - 佐野雄大、アイドル（INI）
- 2000年 - ヤンヤン、アイドル（NCT）
- 2000年 - マイカ与那嶺、プロ野球選手
- 2002年 - 伊藤匠、将棋棋士
- 2003年 - 重田ホノカ、総合格闘家
- 2004年 - 松生理乃、フィギュアスケート選手
- 2005年 - 南みゆか、アイドル（O2、元OS☆K）
- 2006年 - 高比良由菜、ファッションモデル
- 生年不詳 - 春日萌衣、声優
- 生年不詳 - 加乃みるく、声優
- 生年不詳 - 田村奈央、声優
- 生年不詳 - 夢月やみ、声優
- 生年不詳 - 福米ともみ、漫画家
- 生年不詳 - 小雀とと、VTuber

### 人物以外（動物など）
- 2003年 - カイくん、ソフトバンクのお父さん犬（+ 2018年）

## 忌日

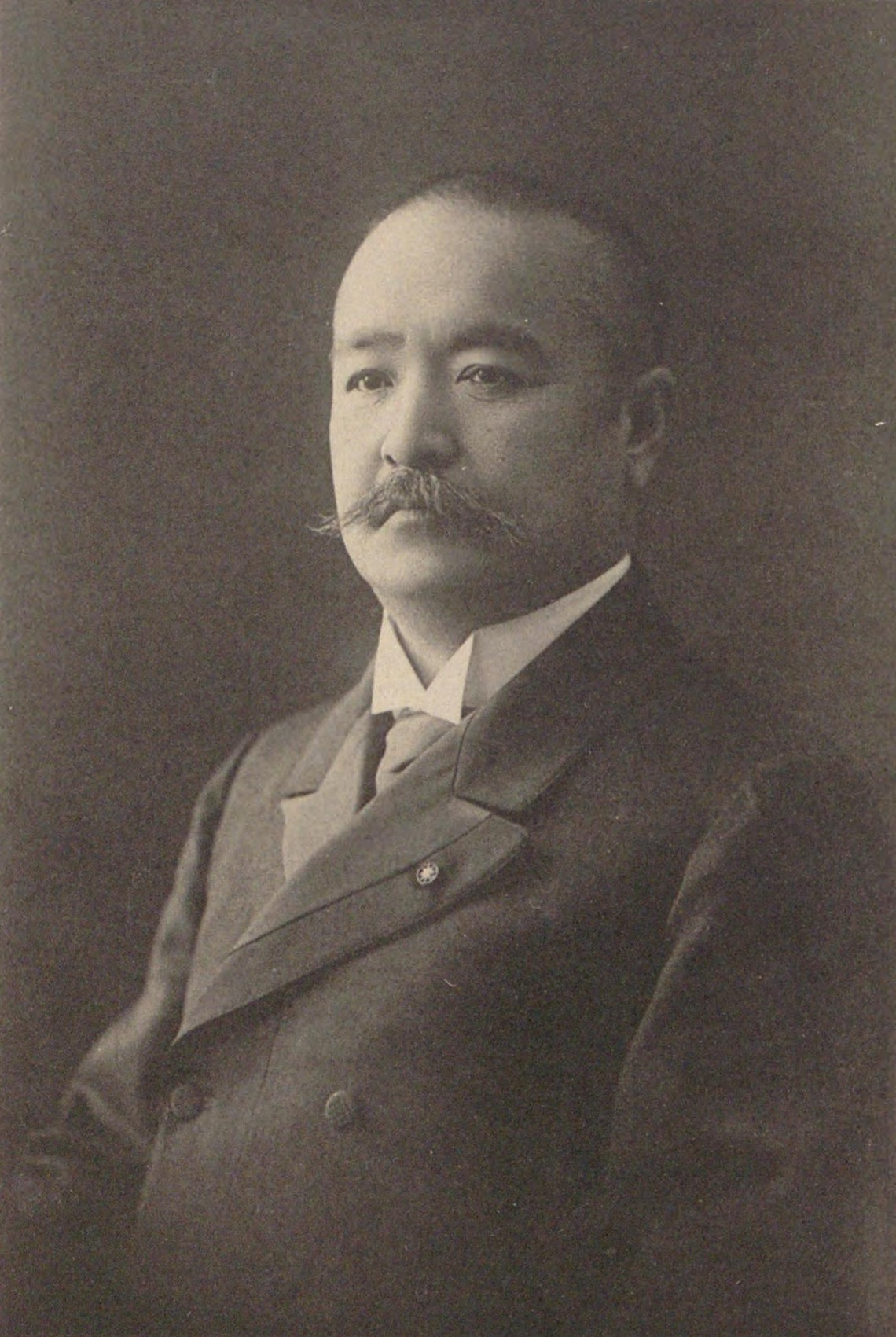
「ニコポン宰相」桂太郎(1848-1913)没

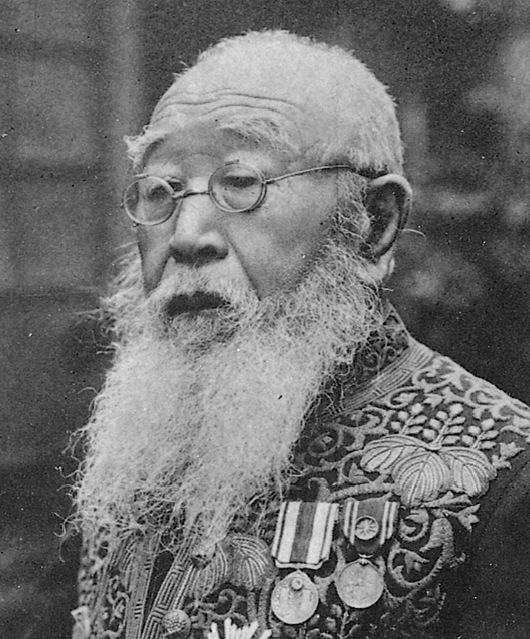
彫刻家高村光雲(1852-1934)没。

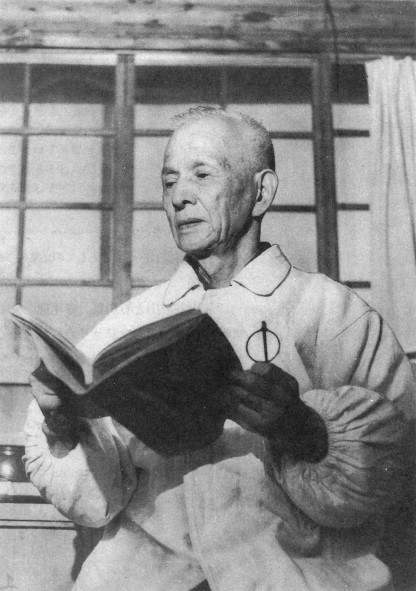
陶芸家板谷波山(1872-1963)没。

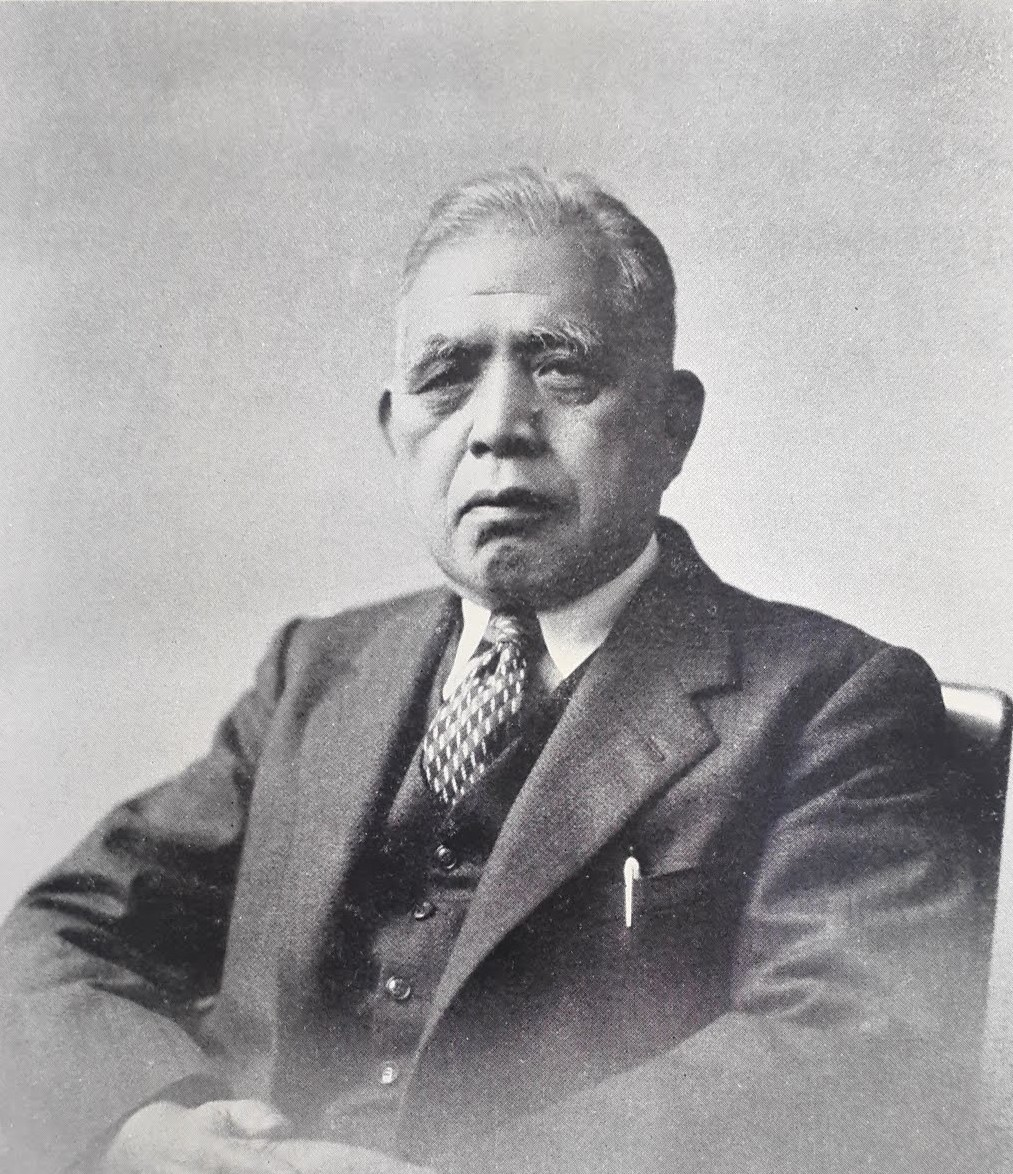
伊奈製陶（INAXを経て、現在のLIXIL）創業者伊奈長三郎(1890-1980)没。

- 19年 - ゲルマニクス、ローマ帝国の軍人（* 紀元前16年または紀元前15年）
- 645年（大化元年9月12日） - 古人大兄皇子、飛鳥時代の皇族
- 680年 - フサイン・イブン・アリー、イスラム教シーア派第3代イマーム（* 626年）
- 1022年（治安2年9月12日） - 当子内親王、三条天皇第一皇女、伊勢斎宮（* 1001年）
- 1518年（永正15年9月6日） - 尼子政久、戦国武将（* 1488年?）
- 1612年 - ベルナルディーノ・ポッチェッティ、画家（* 1548年）
- 1614年（慶長19年9月7日） - 千少庵、茶人、千利休の養子、三千家の祖（* 1546年）
- 1659年 - アベル・タスマン、探検家（* 1603年）
- 1680年 - ヤコブ・タッペ（ドイツ語版）、医師（* 1603年）
- 1720年 - アントワーヌ・コワズヴォ、彫刻家（* 1640年）
- 1726年 - トマソ・レディ（英語版）、画家（* 1665年）
- 1731年（享保16年9月10日） - 松平正容、第3代会津藩主（* 1669年）
- 1744年 - ヨハン・ハインリヒ・シュルツェ、博学者（* 1687年）
- 1791年 - クリスティアン・フリードリヒ・ダニエル・シューバルト、詩人、音楽家（* 1739年）
- 1806年 - ルイ・フェルディナント、プロイセン王国の王族（* 1772年）
- 1816年（文化13年閏8月19日） - 徳川治紀、常陸国水戸藩の第7代藩主（* 1773年）
- 1825年 - ドミトリー・ボルトニャンスキー、作曲家（* 1751年）
- 1836年 - マーサ・ワシントン・ジェファーソン、アメリカ合衆国のファーストレディ（* 1772年）
- 1837年 - シャルル・フーリエ、哲学者、倫理学者、社会思想家（* 1772年）
- 1851年 - カール・フォン・ドライス、発明家（* 1785年）
- 1872年 - ウィリアム・スワード、アメリカ合衆国国務長官（* 1801年）
- 1875年 - アレクセイ・コンスタンチノヴィッチ・トルストイ、詩人、小説家、劇作家（* 1817年）
- 1883年 - ジム・デブリン、プロ野球選手（* 1849年）
- 1889年 - アドルフ・フォン・ヘンゼルト、作曲家、ピアニスト（* 1814年）
- 1893年 - リップ・パイク、プロ野球選手（* 1845年）
- 1896年 - フェルディナント・フォン・ミュラー、植物学者（* 1825年）
- 1902年 - 桂梅枝 (2代目)、落語家（* 1853年）
- 1913年 - アドルファス・ブッシュ（ドイツ語版）、実業家、アンハイザー・ブッシュ創業者（* 1839年）
- 1913年 - 桂太郎、第11・13・15代内閣総理大臣、台湾協会学校（現 拓殖大学）創立者（* 1848年）
- 1914年 - カロル1世、ルーマニア王（* 1839年）
- 1916年 - 妻木頼黄、建築家（* 1859年）
- 1919年 - アナトール・マレー、技術者、蒸気機関車設計者（* 1837年）
- 1924年 - ハルトフ・ハンバーガー、プロ野球選手（* 1887年）
- 1927年 - ジョルジュ・ビゴー、画家、漫画家（* 1860年）
- 1927年 - グスターヴ・ホワイトヘッド、航空技術者（* 1874年）
- 1930年 - アドルフ・エングラー、植物学者 （* 1844年）
- 1932年 - 李奉昌、朝鮮独立運動家（* 1900年）
- 1934年 - 高村光雲、彫刻家（* 1852年）
- 1936年 - アントニオ・ホセ、作曲家（* 1902年）
- 1944年 - 島崎鶏二、洋画家（* 1907年）
- 1944年 - 吉原正喜、プロ野球選手（* 1919年）
- 1948年 - 勝田主計、大蔵大臣、文部大臣（* 1869年）
- 1954年 - アウグスト・シュマウス（ドイツ語版）、物理学者、気象学者（* 1877年）
- 1955年 - フレデリック・マサイアス・アレクサンダー、俳優（* 1869年）
- 1963年 - 板谷波山、陶芸家（* 1872年）
- 1963年 - エディット・ピアフ、シャンソン歌手（* 1915年）
- 1964年 - 三遊亭志ん蔵、落語家（* 1887年）
- 1964年 - ゲンリフ・ネイガウス、ピアニスト（* 1888年）
- 1965年 - 岡崎勝男、政治家、外交官、第6代内閣官房長官、第72-74代外務大臣（* 1897年）
- 1966年 - シャーロット・クーパー、テニス選手、1900年パリ五輪金メダリスト（* 1870年）
- 1966年 - 清水金一、コメディアン、俳優（* 1912年）
- 1970年 - エドゥアール・ダラディエ、政治家、フランス首相（* 1884年）
- 1970年 - アダム・ラパツキ、ポーランド外相（* 1909年）
- 1972年 - ケネス・エッジワース、天文学者、経済学者（* 1880年）
- 1973年 - ルートヴィヒ・フォン・ミーゼス、経済学者（* 1891年）
- 1976年 - 原邦道[3]、大官僚、元大和銀行社長、日本長期信用銀行初代頭取（* 1890年）
- 1978年 - ラルフ・メトカーフ、陸上競技選手、政治家（* 1910年）
- 1979年 - ポール・パレー、指揮者（* 1886年）
- 1980年 - 伊奈長三郎、実業家、政治家、伊奈製陶（INAXを経て、現在のLIXIL）創業者、初代常滑市長（* 1890年）
- 1984年 - 歌橋憲一、実業家、ニチバン創業者（* 1889年）
- 1985年 - オーソン・ウェルズ、映画監督、脚本家、俳優（* 1915年）
- 1985年 - ユル・ブリンナー、俳優（* 1920年）
- 1986年 - 木村秀政、航空工学者、日本大学名誉教授（* 1904年）
- 1990年 - 濃人渉、プロ野球選手（* 1915年）
- 1990年 - 佐藤泰志、小説家（* 1949年）
- 1991年 - 長谷川恒男、登山家、世界初のアルプス三大北壁冬期単独登攀者（* 1947年）
- 1993年 - 望月潤一、プロ野球選手（* 1918年）
- 1996年 - 杉江敏男、映画監督（* 1913年）
- 1997年 - マイケル・ジェームズ・スチュアート・デュワー（英語版）、理論化学者（* 1918年）
- 1998年 - 井本農一、国文学者、俳人、お茶の水女子大学名誉教授、実践女子大学第8代学長（* 1913年）
- 1999年 - 中村佐喜子、翻訳家、作家（* 1910年）
- 1999年 - 中村元、哲学者、東京大学名誉教授（* 1912年）
- 2000年 - シリマヴォ・バンダラナイケ、政治家、世界初の女性首相（* 1916年）
- 2001年 - 本間正義[4]、美術評論家、国立国際美術館初代館長、元埼玉県立近代美術館長（* 1916年）
- 2001年 - ヴァシーリー・ミシン、宇宙工学者（* 1917年）
- 2002年 - 横沢七郎、プロ野球選手（* 1913年）
- 2002年 - ザラ・ネルソヴァ、チェロ奏者（* 1918年）
- 2003年 - 小山利雄[5]、政治家、元群馬県桐生市長（* 1917年）
- 2003年 - エイラ・ヒルツネン、彫刻家（* 1922年）
- 2003年 - ユージン・イストミン、ピアニスト（* 1925年）
- 2004年 - アーサー・H・ロビンソン（英語版）、地理学者、地図製作者（* 1915年）
- 2004年 - マキシム・ファジェ（英語版）、機械技術者、マーキュリー宇宙船設計者（* 1921年）
- 2004年 - 埴原和郎、自然人類学者、東京大学名誉教授、国際日本文化研究センター名誉教授（* 1927年）
- 2004年 - クリストファー・リーヴ、俳優（* 1952年）
- 2004年 - ケン・カミニティ、プロ野球選手（* 1963年）
- 2005年 - ミルトン・オボテ、政治家、ウガンダ大統領（* 1924年）
- 2006年 - 丸山静雄、ジャーナリスト、元朝日新聞論説委員（* 1909年）
- 2006年 - 四代目柳家小せん、落語家（* 1923年）
- 2007年 - 萩原幽香子、教育者、政治家（* 1911年）
- 2007年 - 山本正男、美学家、美術史家、第4代東京藝術大學学長、初代沖縄県立芸術大学学長（* 1912年）
- 2007年 - 石本茂、看護師、政治家、第16代環境庁長官（* 1913年）
- 2007年 - 丸山弘志、鉄道技術者、東京理科大学名誉教授（* 1924年）
- 2007年 - 大河内一雄、医学者、ウィルス学者、九州大学名誉教授（* 1928年）
- 2008年 - 木暮安太郎、郷土史家 (* 1911年)
- 2008年 - リーガル秀才、漫才師（リーガル天才・秀才）（* 1926年）
- 2008年 - アルトン・エリス、歌手（* 1938年）
- 2008年 - アレクセイ・プロクロロフ、クロスカントリースキー選手（* 1964年）
- 2009年 - 阿武喜美子、生物化学者、お茶の水女子大学名誉教授（* 1910年）
- 2009年 - 江畑謙介、軍事評論家（* 1949年）
- 2010年 - モーリス・アレ、経済学者、ノーベル経済学賞受賞者（* 1911年）
- 2010年 - ジョーン・サザーランド、ソプラノ歌手（* 1926年)
- 2010年 - ソロモン・バーク、歌手（* 1940年)
- 2011年 - 七世中村芝翫、歌舞伎役者（* 1928年）
- 2011年 - 浜崎昌弘、サッカー選手（* 1940年）
- 2011年 - 柳ジョージ、歌手（* 1948年）
- 2012年 - 首藤堯、官僚、元自治事務次官（* 1923年）
- 2012年 - 今井隆吉、外交官（* 1929年）
- 2012年 - 近藤司、画家、美術デザイナー（* 1931年）
- 2012年 - マーク・ポスター、歴史学者（* 1941年）
- 2012年 - ヨス・ヒュイスマンス、自転車競技（ロードレース）選手（* 1941年）
- 2012年 - 野上ふさ子、活動家、動物愛護運動家、環境保護運動家（* 1949年）
- 2013年 - クマール・パラーナ、俳優（* 1918年）
- 2013年 - 筑紫美主子、女優、佐賀にわか役者（* 1921年）
- 2013年 - スコット・カーペンター、宇宙飛行士、海軍軍人（* 1925年）
- 2013年 - ダニエル・デュヴァル、俳優（* 1944年）
- 2013年 - 檀臣幸、俳優、声優（* 1963年）
- 2013年 - 清水博子、小説家（* 1968年）
- 2014年 - 関口忠、実業家、セキチュー会長（* 1942年）
- 2014年 - 前田啓朗、教育学者（* 1974年）
- 2015年 - スティーヴ・マッケイ、音楽家（* 1949年）
- 2015年 - 猿渡ゆか、女優、レポーター（* 1980年）
- 2016年 - レオ・ベラネック、音響学研究者（* 1914年）
- 2016年 - 田中一成、声優（* 1967年）
- 2017年 - 澤松豊[6]、テニス選手、元日本庭球協会理事（* 1924年）
- 2017年 - 津神久三、イラストレーター、西部劇研究家（* 1925年）
- 2018年 - 佐々淳行、警察・防衛官僚、危機管理評論家（* 1930年）
- 2018年 - 和久峻三、推理作家、弁護士（* 1930年）
- 2018年 - 松田芳郎、経済学者（* 1935年）
- 2019年 - 猪俣睦彦、ローカルタレント（* 1946年）
- 2020年 - 星野正宏、実業家、元相模鉄道社長（* 1933年）
- 2021年 - 天満美智子、言語学者、英語学者（* 1922年）
- 2021年 - 醍醐敏郎、柔道家（* 1926年）
- 2021年 - ルイス・デ・パブロ、現代音楽作曲家（* 1930年）
- 2021年 - エヴェリン・リヒター、写真家（* 1930年）
- 2021年 - アブドゥル・カディール・カーン、核物理学者（* 1936年）
- 2021年 - 天満美智子、言語学者、英語学者、元津田塾大学学長、同大学名誉教授（* 1922年）
- 2022年 - クラウス・クリッペンドルフ、コミュニケーション学者、サイバネティックス研究者、社会科学者（* 1932年）
- 2023年 - 金南祚、詩人（* 1927年）
- 2023年 - 中利夫、プロ野球選手、監督（* 1936年）
- 2023年 - テリー・ディッシンガー、歯科医師、元バスケットボール選手、指導者（* 1940年）
- 2023年 - ブレンダン・マローン、バスケットボール指導者（* 1942年）
- 2024年 - エセル・スカケル・ケネディ、人権活動家（* 1928年）

### 人物以外（動物など）
- 2003年 - キン、日本産の最後のトキ

## 記念日・年中行事
- 世界メンタルヘルスデー
世界精神衛生連盟が1992年に制定。世界保健機構が協賛する国際デー。
- 世界死刑廃止の日
2003年、死刑廃止世界連盟が設置。2007年、欧州連合、欧州評議会により公式認定。
- 中華民国国慶日（ 中華民国）
1911年のこの日、清で辛亥革命（武昌起義）が起きた。これにより翌年1月1日に中華民国が成立し、2月12日に清朝が滅亡した。
- 朝鮮労働党創建記念日（ 北朝鮮）
- 国民連帯の記念日（ ルクセンブルク）
- 独立戦争開始記念日（ キューバ）
- フィジーデー（ フィジー）
1970年のこの日、フィジーがイギリスから独立した。
- 英雄の日（ 南アフリカ共和国）
トランスファール共和国の大統領であり、アフリカーナー（ボーア人）の英雄であるポール・クリューガーの誕生日。アパルトヘイト時代の南アフリカでは、公的な祝日であったが、アパルトヘイトが廃止された後、1994年に廃止された。しかし、現在でも、アフリカーナーの町であるオラニアでは、この日を祝日としている。

### 日本
- 体育の日（ 日本、1966年 - 1999年、2005年・2011年・2016年）
2000年以降は毎年10月第2月曜日（2019年まで）。
- スポーツの日（ 日本、2022年）
2020年に前述の体育の日から改名。2022年以降は毎年10月第2月曜日。
- マグロの日（ 日本）
726年のこの日、聖武天皇の伴で明石に赴いた山部赤人が、まぐろ漁を称えた歌を詠んだことにちなむ。日本かつお・まぐろ漁業協同組合連合会が制定。
- 缶詰の日（ 日本）
1877年のこの日、北海道石狩町（現在の石狩市）において、日本最初の缶詰（中身はサケ）が作られたことにちなむ。日本缶詰協会が制定。

- 目の愛護デー（ 日本）
10月10日の「10・10」を横に倒すと眉と目の形に見えることから。中央盲人福祉協会が1931年に「視力保存デー」として制定し、戦後、厚生省（現厚生労働省）が「目の愛護デー」と改称した。また、1963年に日本初のアイバンク・順天堂アイバンク（順天堂大学）と慶大眼球銀行（慶應義塾大学）が開設されたのもこの日である。
- アイメイト・デー（ 日本）
東京盲導犬協会（現在のアイメイト協会）が1972年に制定。1971年のこの日に、同協会が東京都から財団法人として認められたことを記念。
- 貯金箱の日（ 日本）
玩具メーカー5社による「貯金箱の日」制定委員会が2008年に制定。1をコインの投入口、0をコインに見立てたもの。
- 肉だんごの日（ 日本）
「10・10」の形が串とだんごを連想させることと、日本ではこの時期あたりから気温も下がり、本格的な鍋の季節となり消費も増えることから制定された。
- トッポの日（ 日本）
ロッテが自社のチョコレート菓子『トッポ(Toppo)』をPRするために2002年に制定。商品の形が1と0で表せる事と、商品の語感から。
- ちくわぶの日（ 日本）
ちくわぶ料理研究家の丸山晶代と宮城県塩釜市の株式会社阿部善商店が共同で制定。ちくわぶの棒状の形と穴を1と0に見立てたもの。
- 球根の日（ 日本）
総合園芸メーカーの「株式会社花の大和」が制定。1と0を縦につなげると球根から芽が出ているように見えることと、この頃から秋植え球根の植え時であることなどから。
- ポテトサラダの日（ 日本）
キユーピーグループのデリア食品株式会社が制定。北海道産のじゃがいもの収穫時期が10月で、ポテト＝PoTaToのTaToが1010をイメージできること。また、ポテトサラダの主原料である人参、じゃがいも、きゅうり、玉ねぎを横に並べると1010に見えることから。
- 亀田の柿の種の日（ 日本）
亀田製菓が制定。1が「柿の種」の種、0がピーナッツに見えることから。

- 朝礼の日（ 日本）
株式会社コミニケ出版が10月10日を「朝礼の日」と制定したことを、一般社団法人日本記念日協会が2014年に認定。「朝＝十+月+十+日」「礼→一礼一礼＝1+0+1+0」の語呂合わせが由来で、企業で毎日行われる「朝礼」を活性化し、社員一人一人の「朝礼」に対する姿勢を見つめ直し、働く意識や意欲、礼儀やマナーの質を高めることを目的に制定。
- 銭湯の日（ 日本）
1010で「千十（せんとお）」と読む語呂合せ。東京都江東区の公衆浴場商業協同組合が1991年に実施したのが始まりで、その後日本全国に広まった。
- 釣りの日（ 日本）
魚の異名の一つである「とと」の語呂合わせから。全日本釣り団体協議会と日本釣り振興会が制定。
- 冷凍めんの日（ 日本）
日本冷凍めん協会が2000年に制定。「れい(0)とう(10)」の語呂合せ[7]。
- 転倒予防の日（ 日本）
転倒予防医学研究会が制定。「てん(ten)とう(10)」の語呂合せ。
- トマトの日（ 日本）
全国トマト工業会が制定。「ト(10)マト(10)」の語呂合せ。
- レッドアイの日（ 日本）
レッドアイ推進員会が制定。トマトの日から派生。0（レ）10（ド）の語呂合わせ、10が横にすると目（EYE）に見えることに由来。
- お好み焼の日（ 日本）
オタフクソースが制定。お好み焼を焼く音「ジュー(10)ジュー(10)」の語呂合せ。
- LPガスの日（ 日本）
一般社団法人全国LPガス協会が制定。1964年10月10日に東京オリンピックの聖火がLPガスで点火されたことと、10と10が火で調理をしているときの音「ジュージュー」と読める語呂合わせから。
- 赤ちゃんの日（ 日本）
赤ちゃん本舗が制定。「妊娠は十月十日（とつきとうか）」と言われてきたことから。
- JUJUの日（ 日本）
歌手のJUJUが10月10日に節目となる活動を行ってきたことで、「JUJU（ジュジュ）=10（ジュウ）月10（ジュウ）日」にちなんで日本記念日協会が2008年10月10日に正式に認定[8]。
- ドラムの日（ 日本）
10と10を「1（スティック）0（太鼓）1（スティック）0（太鼓）」として、両手のスティックでドラムを叩いている姿に見えることから、株式会社リットーミュージックが発行するドラム専門誌の「リズム&ドラムマガジン」が制定。
- 和太鼓の日（ 日本）
10と10で和太鼓の音の「ドンドン」と読む語呂合わせから。
- TOTOの日（ 日本）
1978年のデビュー以来、“Africa”、“Rosanna”、“99”、“Georgy Porgy”など数多の名曲を生み出し、AORの代表的なバンドとして多世代の音楽ファンから世界的な支持を集め続けるTOTO。彼らがデビュー40周年を迎えた2018年に、日本記念日協会により「TOTO（トト）＝10（とお）月10（とお）日」にちなんで、10月10日が「TOTOの日」として正式に認定。
- 萌えの日（ 日本）
インターネットプロバイダー業務などを手がける株式会社インターリンクが制定。縦に書いた「十月」と「十日」を合わせると「萌」になることから。
- 青森のお米「青天の霹靂」の日（ 日本）
青天の霹靂が、青森県産のお米として初めて食味ランキング「特A」を取得したことを記念して、JA全農あおもりが制定。日付は、「1010」を「センテン＝青天」と読む語呂合わせから[9]。
- トートバッグの日（ 日本）
10と10で「トート」と読む語呂合わせから。
- ふとんの日（ 日本）
全日本寝具寝装品協会が制定。10が2つで「ふ（2）と（10）ん」と読む語呂合わせから。
- 窓ガラスの日（ 日本）
2019年に機能ガラス普及推進協議会が制定。高機能ガラスは2枚のガラス仕様が多いことから「透明＝トー（10）メイ」が2枚あるという意味で10月10日とした。
- 雨宮天（天ちゃん）の日（ 日本）
声優やアーティストとして活躍する雨宮天のアーティストデビュー10周年を記念し、所属事務所の株式会社ミュージックレインが制定。記念日を通してこれからも多くの人に愛され、活躍を願うのが目的。日付は彼女の広く親しまれている愛称「天（てん）ちゃん」の「てん＝10」からで、10が重なる10月10日を記念日とした。

## その他
- 1964年東京オリンピックの開会式がこの日に行われたため、この日は晴れの特異日であると勘違いされているが誤りである。昭和34年 (1959年) 発行の気象学ハンドブックによれば、10月の特異日は10月14日である。